# 흥중부
흥중부(興中府)는 요나라가 중경도에 설치한 부 가운데 하나로 현재 차오양시에 치소를 두고 그 일대를 통치했다.
본래 바저우시에 있던 패주 창무군(覇州 彰武軍)을 이곳으로 옮긴 것으로 보인다. 영주, 전연, 후연의 수도인 용성(龍城)이 있던 곳에 건설되었다. 당나라 말부터 해족이 거주했던 곳인데, 요 태조가 해족과 연나라를 정복한 뒤 포로들로 성을 건설했다. 이때 한지방(韓知方)에게 명해 이터를 기반으로 삼도록 명령했다. 이에 버려진 옛 유성을 보수하고 패주라고 칭하였다. 1041년(중희 10년) 흥중부로 칭했다.

## 요대의 행정구역
2주 4현을 통치했다.
| 주명/현명     | 한자          | 대략적 위치         | 비고 |
| ------------- | ------------- | ------------------- | --- |
| 흥중현        | 興中縣        | 차오양시            | 요 태조가 포로로 잡은 중국인들을 이곳에 정착시킨 후 패성현(覇城縣)으로 칭했다. 중희연간에 흥중부로 개명되면서 지금의 이름으로 바꿨다. |
| 영구현        | 營丘縣        | 營丘縣              | 패성현에서 분리하여 신설했다. |
| 상뢰현        | 象雷縣        | 象雷縣              | 1013년(개태 2년) 맥무천(麥務川) 일대에 설치했다. 중경에 속했다가 후에 본주로 들어왔다. |
| 여산현        | 閭山縣        | 閭山縣              | 1013년 나가군(羅家軍)으로 설치했으며 처음엔 중경에 속했다. |
| 안덕주 화평군 | 安德州 化平軍 | 차오양시 동남       | 하급 주로 자사가 주의 민정을 담당했다. 패주 안덕현을 안덕주로 격상시켰다. 패성 동남쪽 용산 도하(龍山 徒河) 인근에 있던 마을에 설치했다. 처음엔 건주에속했다가 후에 패주로 이관되었다가 안덕주를 설치하자 내속하였다. |
| 검주 부창군   | 黔州 阜昌軍   | 차오양시 베이퍄오시 | 하급 주로 자사가 주의 민정을 담당했다. 요 태조가 발해를 정복한 뒤, 발해인 포로들을 이곳으로 정착시켰다. 그리고 흑수하 제할사(黑水河 提轄司)에 소속시켰다. 요 세종이 검주를 세웠는데, 의주(宜州)와 패주(覇州)의 중국인들을 분리 이주시켜 인구를 증가시켰다. 처음엔 영흥궁에 소속되어 있었으나 후에 중경에 속했고, 그다음에 부로 소속이 바뀌었다. |
| 성길현        | 盛吉縣        | 차오양시 베이퍄오시 | 발해 흥주 성길현의 주민들을 이곳으로 이주시키고 현을 설치했다. |
| 의주 숭의군   | 宜州 崇義軍   | 진저우시 이현       | 상급 주로 절도사가 주의 민정을 담당했다. 요서군 누현(累縣)이 있던 곳에 설치되었다. 동단왕이 매년 가을 이곳에서 사냥을 했다. 요 흥종 정주(定州)의 주민들을 이곳으로 옮기고 주를 설치했다. 적경궁(積慶宮)에 소속되어 있다. 2현을 통치했다. |
| 홍정현        | 弘政縣        | 弘政縣              | 의주의 속현이다. 요 세종 정주의 주민들을 옮겨 설치했다. 포로들 중에서는 베를 짜는 사람들이 있는데, 재주가 뛰어났다고 한다. |
| 개의현        | 開義縣        | 開義縣              | 의주의 속현이다. 요 세종 때 설치되었다. 본래 해북주(海北州)에 소속되었으나 후에 본주로 들어왔다. |

## 금대의 행정구역
하급부로 격하되었으며 요나라시기에서 큰 이변은 없었다. 40,927호 4현 3진을 거느렸다.
| 진명/현명 | 한자   | 대략적 위치                             | 비고 |
| --------- | ------ | --------------------------------------- | --- |
| 흥중현    | 興中縣 | 차오양시                                | 능하(淩河)가 흐른다. 한나라때 유성현이 있던 곳이다. |
| 검성진    | 黔城鎭 |                                         | 흥중현의 속진이다. |
| 영덕현    | 永德縣 | 차오양시 동남                           | 요나라 안덕주를 안덕현으로 격하했고 1167년(대정 7년) 지금의 이름으로 바꿨다. 현 북쪽에 능하가 흐르고 있다. |
| 부안진    | 阜安鎭 |                                         | 영덕현의 속진이다. |
| 흥성현    | 興城縣 | 후루다오시 싱청시 조어태가도钓鱼台街道) | 1143년(황통 3년) 암주를 폐하고 남은 현을 금주에 소속시켰다. 도화도(桃花島)가 있다. |
| 의민현    | 宜民縣 | 차오양시 베이퍄오시 북동                | 1166년(대정 6년) 주를 폐하고 현을 남기고 의주(懿州)의 속현으로 두었다. 1197년(승안 2년) 천주를 휘주(徽州)로 복구하면서 휘천현(徽川縣)으로 개명하여 의주의 속군으로 삼았다. 1204년(태화 4년) 휘주를 폐하고 본부로 내속되었다. |
| 함강진    | 咸康鎭 | 차오양시 동북                           | 의민현의 속진으로 금나라초에 현에서 진으로 강등되었다. |